# Кабанов, Виктор Данилович
Кабанов Виктор Данилович (17 октября 1931, Лев-Толстовский район — 29 октября 2024) — российский учёный-животновод, видный специалист в области частной зоотехнии (методика выведения пород свиней на полигибридной основе, скороспелая мясная порода (СМ-1), теория высокой скорости роста), разведения и селекции сельскохозяйственных животных, (молекулярные основы селекции, гипотеза бикодонов, генетические маркеры, крупномасштабная дискретная селекция), доктор сельскохозяйственных наук (1974), профессор (1977), член-корреспондент РАСХН (1995), член-корреспондент РАН (2014). Заслуженный деятель науки Российской Федерации (2002), лауреат премии Правительства Российской Федерации в области науки и техники (1999), профессор кафедры мелкого животноводства Московской государственной академии ветеринарной медицины и биотехнологии им. К. И. Скрябина (1999—2016).

## Биография
- 1955 — окончил Московскую ветеринарную академию
- 1966 — окончил Первый Московский государственный педагогический институт иностранных языков
- 1955—1958 — главный зоотехник Берёзовской машинно-тракторной станции
- 1958—1961 — аспирант ВНИИ животноводства (ВИЖ)
- 1961—1962 — главный библиограф ЦНСХБ ВАСХНИЛ
- 1962—1966 — учёный секретарь Отделения животноводства ВАСХНИЛ
- 1966—1973 — старший научный сотрудник Отдела технологии производства свинины ВИЖ
- 1973—1979 — главный редактор журнала «Животноводство»
- 1975—1980 — одновременно профессор кафедры частной зоотехнии Всесоюзного сельскохозяйственного института заочного образования
- 1979—1981 — председатель Совета по селекции и гибридизации животных при Президиуме ВАСХНИЛ
- 1981—1990 — заведующий сектором животноводства сельскохозяйственного отдела ЦК КПСС
- 1990—1999 — главный учёный секретарь Президиума и заведующий сектором наук по разведению сельскохозяйственных животных РАСХН
- 1999—2016 — профессор кафедры мелкого животноводства Московской государственной академии ветеринарной медицины и биотехнологии им. К. И. Скрябина

Умер 29 октября 2024 года в возрасте 93 лет.

## Избранные труды
- Рост и мясные качества свиней — М.: Колос, 1972. — 192 с.
- Повышение продуктивности свиней. — М.: Колос, 1983. — 266 с.
- Породы свиней / Соавт. А. С. Терентьева. — М.: Агропромиздат, 1985. — 336 с.
- Теория и методы выведения скороспелой мясной породы свиней / Соавт.: Н. В. Гупалов и др. — М.: Изд-во ВНИИ плем., 1998. — 380 с.
- Свиноводство: Учебн. для студентов вузов. — М.: Колос, 2001. — 431 с.
- Интенсивное производство свинины: Второе издание, учебное издание для студентов вузов. — М., 2006. — 380 с.
- Молекулярные основы селекции свиней. Монография. — М., 2013. — 352 с.
- Бикодоны аминокислот как механизм реализации генетической информации: Учебное пособие. — М.: ЗооВетКнига, 2015. — 44 с.

## Награды и признание
- Медаль «За доблестный труд в Великой Отечественной войне 1941—1945 гг.» (1945)
- Памятная медаль им. К.И. Скрябина (АН СССР, ВАСХНИЛ, АМН СССР) за большой вклад в развитие биологической, ветеринарной и медицинской наук, а также разработку теории и практики борьбы с гельминтозами (1983)
- Орден Дружбы народов (1986)
- «Золотая медаль» им. М.Ф. Иванова (1993)
- Лауреат премии Правительства Российской Федерации в области науки и техники (1999)
- Заслуженный деятель науки Российской Федерации (2002)
- член-корреспондент Российской Академии Наук (2014)